# Rue de la Bâclerie
La rue de la Bâclerie est une voie de Nantes, en France.

## Situation et accès
Située dans le centre-ville de Nantes, la rue de la Bâclerie, qui relie la place du Bouffay (au croisement avec la rue des Échevins) à la rue Sainte-Croix (au croisement avec la rue de la Juiverie), qui longe le chevet de l'église Sainte-Croix, est pavée et fait partie de la zone piétonnière du Bouffay.

## Origine du nom
Le nom de la voie peut provenir de la profession de bâcleur (ou portefaix), ou de l'ancienne dénomination « quartier de la Baguerie », où se rencontraient des arbalétriers. Une autre hypothèse, émise par Auguste Pageot, repose sur l'existence d'un bâtiment appelé « maison des Bâclais », dans lequel des artisans travaillaient pour le compte des ducs de Bretagne.Il pourrait aussi s'agir de l'ancienne appellation de la fauconnerie aussi dénommée "valkerij" en flamand.

## Historique
Lors de la reconstruction de l'église Sainte-Croix, en 1669, un prieuré donnant rue de la Bâclerie doit être détruit.
En 2010, le passage Sainte-Croix, qui relie la place Sainte-Croix et la rue de la Bâclerie est ouvert. Il traverse un ancien prieuré construit par des moines bénédictins au XIe siècle, et l'ancien cimetière de l'église (transféré au cimetière La Bouteillerie en 1774) et transformé en jardin public. Dans l'ancien prieuré, une galerie d'exposition, des salles de conférences et de spectacles, ont été aménagées.